# Singhius russellae
Singhius russellae là một loài côn trùng cánh nửa trong họ Aleyrodidae, phân họ Aleyrodinae.
Singhius russellae được David & Subramaniam miêu tả khoa học đầu tiên năm 1976.